# Гиматдинов, Саяс Киямович
Саяс Киямович Гиматдинов (род. 25 мая 1930, деревня Туйметкино Черемшанского района Татарской АССР — 4 мая 2003, Казань). Крупный советский хозяйственный и партийный деятель. Заслуженный работник сельского хозяйства РСФСР.

## Биография
- Саяс Киямович Гиматдинов был вторым в семье — самым старшим был брат Габбас.
- В 1949 году окончил Черемшанскую среднюю школу.
- В 1953 году с отличием окончил Казанский авиационный институт, был направлен в НИИ Министерства авиационной промышленности СССР (г. Москва). Принимал участие в работе по обеспечению радиосвязи первого спутника Земли.
- В 1955 году вступил в партию. В том же году решением Московского горкома КПСС одним из «тридцатитысячников» был направлен в Брусовский район Калининской области (ныне — Тверская), где возглавил отстающий колхоз «Верный путь». Дела в хозяйстве пошли в гору настолько стремительно, что к нему решили присоединиться колхозники соседних — «Коллективный труд», «Новый мир» и «Красное знамя» (всего 16 населённых пунктов).
- В конце 1959 года, в 29 лет, был назначен вторым секретарём Лихославльского райкома партии, а меньше, чем через год — первым.
- В 1967 году стал заместителем заведующего, а через несколько месяцев — и заведующим сельскохозяйственным отделом Калининского обкома КПСС. Как заместителю главы исполнительной власти области ему приходилось заниматься не только сельским хозяйством. Так, когда в 1972 году на границе между областью и Подмосковьем загорелись торфяные болота и дым добрался до столицы, Саяс Киямович возглавил штаб по тушению пожара.
- В мае 1975 года по ходатайству Фикрята Ахмеджановича Табеева Саяса Гиматдинова перевели в Татарию. Здесь ему поручили «поднять» на новый уровень работу убыточного треста «Татплодоовощпром». За два с половиной года производство овощей было утроено, а реализация продукции составила сорок миллионов рублей, что обеспечило ранее убыточному предприятию прибыль свыше десяти миллионов рублей.
- Особое внимание он уделял развитию тепличного хозяйства. К 1983 году общая площадь теплиц составляла 110 гектаров, из них 70 — зимних. Для сравнения: в подмосковном тепличном комбинате «Белая дача», работавшем при ЦК КПСС, площадь теплиц составляла 48 гектаров, тогда как в Казани — 50…
- Урожайность в комбинатах «Майский» (посёлок Осиново под Казанью) и «Весенний» (Набережные Челны) достигла 32-33 килограммов с одного квадратного метра.
- Строились дома для работников, обустраивалась вся необходимая инфраструктура — детские сады, школы, магазины, аптеки. При нём были построены тысячи квартир, более десятка средних школ, десятки детских садов. Возводились крупные животноводческие комплексы, успешно работающие по сей день. Прокладывались асфальтированные дороги, газопроводы.
- С 1978 года на базе хозяйств «Татплодоовощпрома» по инициативе ЦК КПСС и Совета Министров СССР проводились всероссийские и всесоюзные семинары по изучению опыта.
- В начале 1980-х годов в состав «Татплодоовощпрома» входили 39 совхозов и плодоовощных хозяйств; со временем их количество выросло до 45-ти. Реконструировались уже имеющиеся и строились новые магазины, входящие в объединённую торговую сеть. В это время Саяс Киямович одновременно выполнял обязанности заместителя председателя Госагропрома Татарской АССР.
- За 1981—1985 годы были построены овощные базы, рассчитанные на хранение 50 тысяч тонн овощей.
- В 1986 году Саяс Киямович вышел на пенсию по состоянию здоровья. По просьбе ректора Казанского государственного финансово-экономического института Наиля Гиндулловича Хайруллина он ещё десять лет работал старшим научным сотрудником, затем — консультантом.

Саяс Киямович был энергичным, талантливым организатором, умеющим сплотить коллектив и направить его на решение поставленных задач. Деловые и человеческие качества, твердый и волевой характер руководителя и в то же время чуткость и отзывчивость, способность понять каждого работника снискали С. К. Гиматдинову большой авторитет, уважение всех тех, с кем сводила его судьба. До последних своих дней он живо интересовался развитием сельского хозяйства республики, помогал мудрыми советами. Именем Саяса Киямовича Гиматдинова названа гимназия, работающая в посёлке Осиново. Семье Гиматдиновых посвящена книга, вышедшая в 2009 году.